# Sybra ochreosparsa
Sybra ochreosparsa là một loài bọ cánh cứng trong họ Cerambycidae.